# Отдельный Дом Дачи Художников
Отдельный Дом Дачи Художников — населенный пункт в Вышневолоцком городском округе Тверской области.

## География
Находится в центральной части Тверской области на расстоянии приблизительно 15 км по прямой на север-северо-запад от вокзала железнодорожной станции Вышний Волочёк на левом берегу реки Мста.

## История

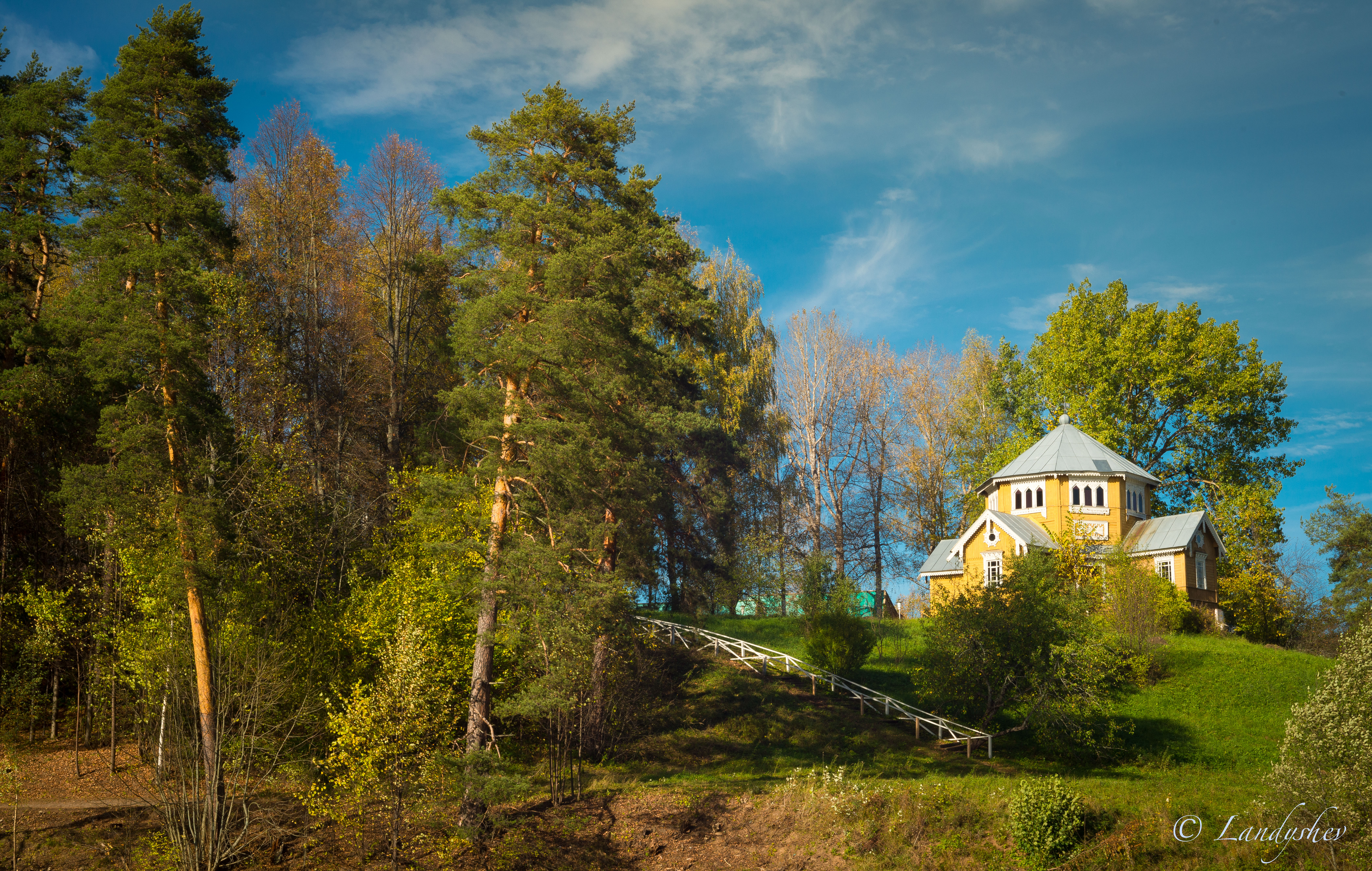
Академическая дача художников

На карте 1825 года между деревнями Большой Городок и Малый Городок был отмечен путевой дворец. На карте Менде (состояние местности на 1848 год) дворец на данном месте уже не отмечается. В дальнейшем на данном месте появляется Академическая дача. Существующее название населенного пункта остается бюрократическим пережитком. До 2019 года населенный пункт входил в состав ныне упразднённого Солнечного сельского поселения Вышневолоцкого муниципального района.

## Население
Численность населения составляла 24 человека (русские 96 %) в 2002 году, 32 в 2010.